# زیگفرید راوش
زیگفرید راوش (آلمانی: Siegfried Rauch; زاده ۲ آوریل ۱۹۳۲ – درگذشته ۱۱ مارس ۲۰۱۸) یک هنرپیشه اهل آلمان بود. وی بین سال‌های ۱۹۵۸ تا ۲۰۱۸ میلادی فعالیت می‌کرد.
از فیلم‌ها یا برنامه‌های تلویزیونی که وی در آن نقش داشته‌است می‌توان به توطئه اورانیوم، پاتن، شماره یک بزرگ قرمز، لو مان و عقاب فرود آمده اشاره کرد.